# Violence en France
 (mai 2023).
La violence en France concerne les actes de violence commis en France.

## Violences mesurées
Le nombre des violences a augmenté de 1,27 % entre novembre 2009 et octobre 2010 par rapport à la même période précédente de douze mois glissants, selon l'Observatoire national de la délinquance et des réponses pénales (ONDRP), qui pour les actes de violence se base uniquement sur les plaintes, 462 350 personnes ont été victimes d'une atteinte à l'intégrité physique de novembre 2009 et octobre 2010, contre 456 549 dans la même période précédente de douze mois glissants.
Le rapport de novembre 2011 de l'ONDRP met en avant une enquête annuelle de victimation baptisée « Cadre de vie et sécurité », qui a été réalisée en France métropolitaine entre janvier et avril 2011, auprès d’un échantillon représentatif d'environ 17 000 ménages. Cette enquête conclut à une stabilité, voire une légère baisse, des violences en France en 2010, ce qui contredit la plupart des commentaires médiatiques tournés uniquement vers les statistiques de police et qui mettent en exergue une augmentation supposée permanente de la violence des mineurs et des femmes. Cette enquête souligne aussi que le principal risque n’est pas de se faire agresser mais de subir une atteinte à ses biens.
En 2017, les atteintes volontaires à l'intégrité physique dépassent les 600 000, soit 1650 faits par jour en moyenne.

### Violences physiques crapuleuses
Selon l'ONDRP, « Ce sont les faits de violences physiques crapuleuses qui sont à l'origine de cette hausse : leur augmentation sur douze mois est passée de + 3,90% en août à + 5,23% en octobre 2010 ».

### Violences dont le vol ne constitue pas le motif
L'Observatoire national de la délinquance et des réponses pénales (ONDRP) a publié des chiffres dans son rapport annuel de novembre 2010. Ainsi, pour les violences dont le vol ne constitue pas le motif (« non crapuleuses »), leur nombre sur douze mois a été quasiment stable entre 2009 et 2010 (239 346 en 2010 contre 239 812 en 2009).
Les violences à caractère sexuel continuent de décroître : 22 999 en 2010 contre 23 207 en 2009, soit –0,9 %. Les « menaces ou chantages » augmentent de 0,7 % (80 974 contre 80 410). Les « atteintes aux biens » ont diminué de 2,9 % (2 176 516 contre 2 241 602). Cette baisse est moindre que celle enregistrée le mois précédent (3,36 %).
Selon une enquête conjointe de l'ONDRP et de l'Insee publiée en novembre 2010 portant sur 16 000 ménages s'étant déclaré « victime », les atteintes aux biens ont diminué, tandis que les violences ont augmenté, entraînant une légère hausse du sentiment d'insécurité. Ces tendances sont corrélées avec celles de l'« état 4001 », statistiques du Ministère de l'Intérieur.
Sur la période 2006-2009, le nombre de ménages se déclarant victimes et le nombre de vols et tentatives de vols subis sont en baisse très significative. Le nombre de faits est passé de plus de 3 millions en 2006 à 2,8 millions en 2009. Sur les atteintes aux biens, les sondés ont déposé environ 1,5 million de plaintes en 2009, un chiffre équivalent à celui déclaré par les forces de l'ordre. Pour les violences, les femmes sont de plus en plus victimes de violences sur la voie publique.

### Homicides
Le nombre annuel d'homicides a baissé de 1 119 en 2002 à 675 en 2010, soit une baisse de 40 %.

### Voitures brûlées
Le nombre des voitures brûlées en 2010, vraisemblablement en baisse par rapport à 2009, se situe entre 41 000 et 43 000[réf. nécessaire].

### Violence des jeunes et délinquance juvénile
Elle est particulièrement difficile à mesurer ; les indicateurs disponibles en France sont relatifs à la violence scolaire et celle des mineurs. D'après le rapport 2010 de l'ONDRP, il y a eu environ 200 000 mineurs impliqués dans des crimes et délits entre 2009 et 2010. La part des mineurs dans les actes de délinquance et de violence a augmenté sur quarante ans passant de 14 % dans les années 1970 à 18 % en 2009.

## Comparaison

### Europe
La comparaison des chiffres pour l'Europe montre que la France se situe en tête pour la catégorie (robberies) qui recouvre les « vols avec armes » (VAA) et « vols avec violences » (VAV), selon Eurostat.
| Pays        | Chiffres 2012 | Chiffres 2014 |
| Allemagne   | 48 711        | 45 475        |
| France      | 123 814       | 114 093       |
| Royaume-Uni | 68 028        | 52 795        |
| Italie      | 62 641        | 58 345        |

### Monde
En 2020, la France est classée 66e sur 163 pays étudiés par le Global Peace Index. Le pacifisme évalué est de niveau moyen.
La France se classe 31e parmi les 36 états d'Europe étudiés par les experts de l'IEP. Les raisons invoquées de ce niveau de violence sont les échauffourées entre policiers et manifestants lors du mouvement des gilets jaunes. Aussi, le taux de chômage contribue à ce mauvais score, étant le 4e pays de l'OCDE dont le taux est le plus fort en 2018. De plus, les dépenses militaires expliquent ce résultat car la France est le 5e pays au monde avec le plus important budget dans ce domaine (63,8 milliards de dollars en 2019). Par ailleurs, dans le domaine de la militarisation, la France est classée à la 159e place sur les 163 états (devant les États-Unis, la Corée du Nord, la Russie et Israël).